# Yusef Lateef
Pour les articles homonymes, voir Huddleston et Lateef.
William Emanuel Huddleston, plus connu sous le nom Yusef Lateef, est un musicien et compositeur de jazz américain, né le 9 octobre 1920 à Chattanooga (Tennessee) et mort le 23 décembre 2013 à Shutesbury (Massachusetts).
Auteur de très nombreux disques, Yusef Lateef se singularise par l'intégration d'éléments de musique orientale dans son jazz, et par le fait qu'il est capable de jouer de plusieurs instruments à vent : outre le saxophone, il a notamment utilisé différentes flûtes — principalement la flûte traversière —, le hautbois, le basson, ainsi que d'autres instruments venant d’Asie et d’Afrique, tels que le shenai, le xun, le koto et l'arghoul.

## Biographie

### Jeunesse et formation
En 1925, William Huddleston et sa famille déménagent à Détroit dans le Michigan. C'est là que sa carrière musicale débute : utilisant alors le nom de William Evans, il fréquente de nombreux musiciens de jazz dont Milt Jackson, Paul Chambers, Elvin Jones et Kenny Burrell. En 1949, il est invité en tournée par Dizzy Gillespie dans son orchestre mondialement reconnu. En 1950, Yusef Lateef retourne  à Détroit et commence des études en composition musicale et flûte à l'université de Wayne State. Il se convertit à l'islam ahmadiste et adopte le nom Yusef Lateef,.

### Carrière musicale

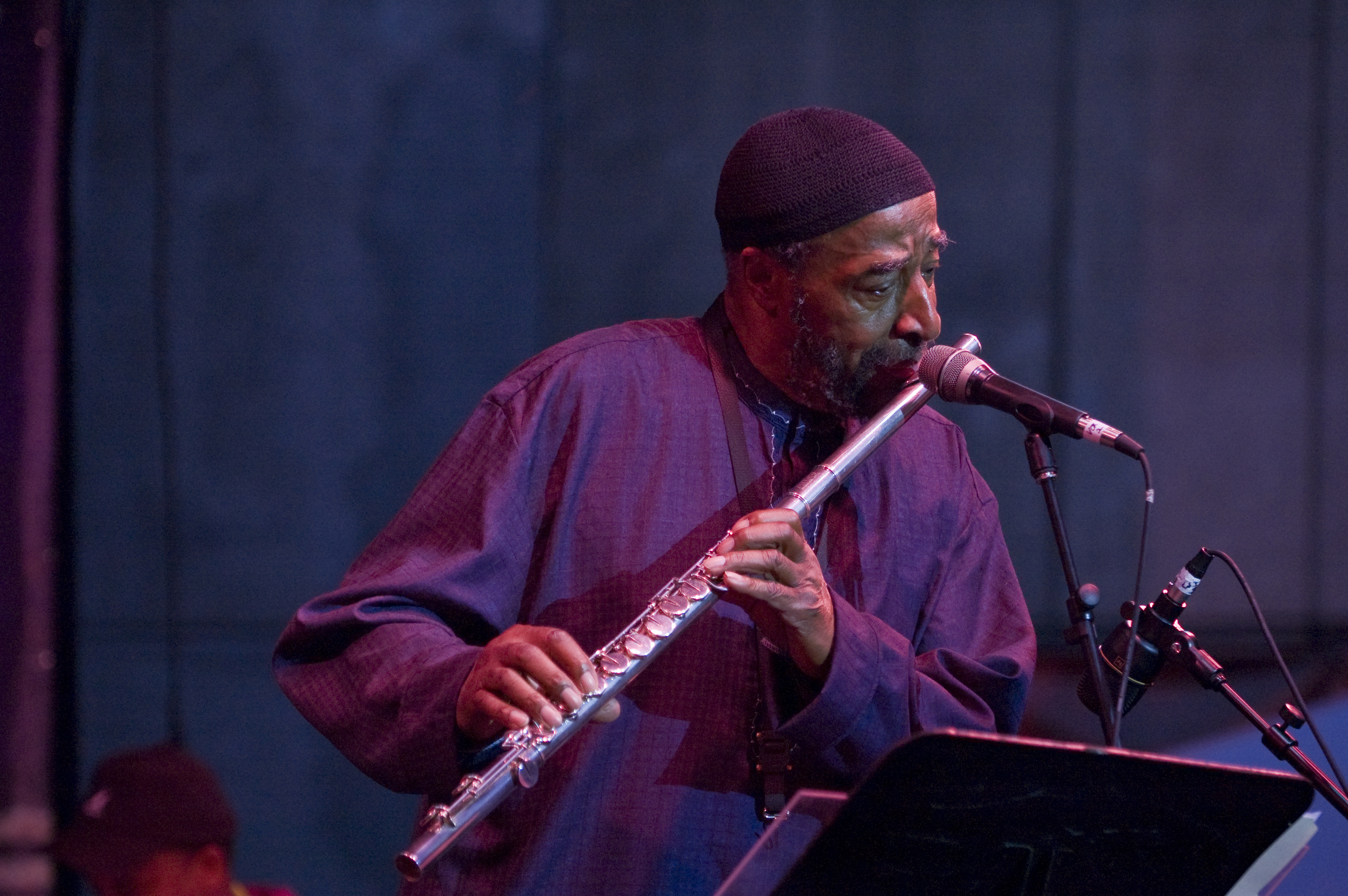
Yusef Lateef au festival de jazz de Détroit, 2007.

Yusef Lateef forme un groupe en compagnie du tromboniste Curtis Fuller, du batteur Louis Hayes et du pianiste Hugh Lawson (en). Il commence à enregistrer comme leader en 1956 pour Savoy Records, sortant rien de moins que cinq albums l'année suivante. En 1961, avec l'album Eastern Sounds (en), il acquiert un son bien à lui avec des influences orientales clairement perceptibles. Le son de Yusef Lateef a exercé une influence majeure sur le saxophoniste John Coltrane qui, plus tard dans la période free jazz, utilisera également des traits influencés par l'Orient.
En 1960, Lateef continue l'apprentissage de la flûte à la Manhattan School of Music de New York. Il collabore avec Julian Cannonball Adderley dont il rejoint le quintette, tout en continuant à enregistrer en tant que leader. Il obtient une licence en musique (bachelor’s degree) en 1969, puis une maîtrise en éducation musicale (master's degree) en 1975. À partir de 1972 il devient professeur associé au Borough of Manhattan Community College. Entre-temps, sa musique s'est peu à peu orientée vers le blues puis vers le funk.
Dans les années 1980, Yusef Lateef se tourne vers la musique new age. En 1992, il fonde le label YAL Records et, en 1993, est mandaté par l'orchestre de la radio WDR pour composer l’African American Epic Suite, une œuvre en quatre parties pour orchestre et quartet basée sur le thème de l'esclavage aux États-Unis. L'œuvre a été jouée depuis par les orchestres symphoniques d'Atlanta et de Détroit.
En 2005, Yusef Lateef est invité à enregistrer avec les frères Lionel et Stéphane Belmondo. Le résultat sera Influence, un double album mêlant jazz et musique classique,, suivi de plusieurs tournées en France et à l'étranger.
La même année Nicolas Humbert & Werner Penzel, réalisateurs de Step Across The Border, lui consacrent le film Brother Yusef, tourné dans sa maison en bois au milieu d'une forêt du Massachusetts.

### Autres activités
Yusef Lateef a écrit plusieurs livres, dont une nouvelle intitulée A Night in the Garden of Love (Une nuit dans le jardin de l'amour), et publié les recueils de nouvelles Spheres et Rain Shapes.  Outre sa maison d'enregistrement YAL Records, Yusef Lateef possède Fana Music, une entreprise d'édition musicale. Il publie son propre travail chez Fana, dont Le livre de flûte de blues, un ouvrage sur les gammes intitulé Repository of scales and music patterns et beaucoup de ses compositions orchestrales.

## Style musical et influences
Des musiciens comme Sonny Rollins et Archie Shepp considèrent Yusef Lateef comme un « mentor » et un précurseur de la world music.

## Récompenses
- 2006 : Victoires du jazz dans la catégorie Album jazz instrumental de l'année pour Influence (B-Flat recordings/Discograph)

## Discographie

### Albums
- 1956 : Byrd Jazz: First Flight at the Motor City Scenes[7] par Yusef Lateef & Donald Byrd
- 1957 : The Sounds of Yusef (Prestige)
- 1957 : Jazz Mood[8] (Savoy Records)
- 1957 : Prayer to the East (Savoy Records)
- 1957 : Jazz for the thinker (Savoy)
- 1957 : Jazz and the sounds of nature (Savoy)
- 1957 : Before dawn (Verve)
- 1958 : Lateef at Cranbrook (Argo)
- 1959 : The Dreamer (Savoy Records)
- 1959 : Cry! - Tender (Prestige)
- 1959 : Other Sounds (Prestige)
- 1960 : The Centaur and the Phœnix (Riverside)
- 1960 : The 3 faces of Yusef Lateef (Riverside)
- 1961 : Into something (Riverside)
- 1961 : Lost in sounds (Charlie Parker records)
- 1961 : Eastern Sounds[9] Prestige
- 1963 : Jazz 'round the world (Impulse)
- 1963 : Nippon Soul (Cannonball Adderley's sextet)
- 1964 : Live at Pep's (volume 1, le volume 2 est paru en 1999) (Impulse!)
- 1965 : Psychicemotus (Impulse!)
- 1965 : 1984 (Impulse)
- 1966 : A flat, G flat and C (Impulse)
- 1966 Live at Ronnie Scott's: January 15th 1966[10]
- 1966 : The Golden Flute (Impulse!)
- 1968 : The Blue Yusef Lateef (Atlantic Records)
- 1968 : The Complete Yusef Lateef (Atlantic Records)
- 1969 : Yusef Lateef's Detroit (Atlantic Records)
- 1970 : The Diverse Yusef Lateef (Atlantic Records)
- 1972 : Hush 'N' Thunder (Atlantic Records)
- 1974 : Part of the Search (Atlantic Records)
- 1975 : Ten Years Hence (Atlantic Records)
- 1976 : The Doctor is In… and Out (Atlantic Records)
- 1978 : Autophysiopsychic
- 1979 : In a Temple Garden
- 1980 : Hikima: Creativity[11]
- 1986 : Concerto for Yusef Lateef
- 1987 : Yusef Lateef's Little Symphony
- 1989 : Nocturnes
- 1991 : Metamusic[12]
- 1993 : The african-american epic suite[13] (Act)
- 1993 : Woodwinds[14]
- 1993 : Yusef Lateef: Tenors featuring Rene McLean[15]
- 1997 : The World at Peace
- 1998 : 9 Bagatelles[16]
- 2000 : Beyond the Sky
- 2005 : Influence[17] (avec Lionel et Stéphane Belmondo)
- 2012 : Roots Run Deep
- 2012 : Live at the Olympia - June 27, 2012 Ahmad Jamal, Yusef Lateef

### En tant que sideman
Avec Cannonball Adderley
- The Cannonball Adderley Sextet in New York (Riverside, 1962)
- Cannonball in Europe! (Riverside, 1962)
- Jazz Workshop Revisited (Riverside, 1962)
- Autumn Leaves (Riverside, 1963)
- Nippon Soul (Riverside, 1963)

Avec Nat Adderley
- That's Right! (Riverside, 1960)

Avec Ernestine Anderson
- My Kinda Swing (Mercury, 1960)

Avec Art Blakey
- The African Beat (Blue Note, 1962)

Avec Donald Byrd
- Byrd Jazz (Transition, 1955)

Avec Paul Chambers
- 1st Bassman (Vee Jay, 1961)

Avec Art Farmer
- Something You Got (CTI, 1977)

Avec Curtis Fuller
- Images of Curtis Fuller (Savoy, 1960)
- Boss of the Soul-Stream Trombone (Warwick, 1960)

Avec Dizzy Gillespie
- The Complete RCA Victor Recordings (Bluebird, 1937–1949 [1995])

Avec Grant Green
- Grantstand  (Blue Note, 1961)

Avec Slide Hampton
- Drum Suite (Epic, 1962)

Avec Louis Hayes
- Louis Hayes (Vee-Jay, 1960) aussi édité avec comme titre Contemplation

Avec Les McCann
- Invitation to Openness (1972)

Avec Don McLean
- Homeless Brother (1973)

Avec Charles Mingus
- Mingus Revisited|Pre-Bird (Mercury, 1960)

Avec Babatunde Olatunji
- Drums of Passion (Columbia, 1960)

Avec Sonny Red
- Breezing (Jazzland, 1960)

Avec Leon Redbone
- Double Time (Warner Bros., 1976)

Avec A. K. Salim
- Afro-Soul/Drum Orgy (Prestige, 1965)

Avec Clark Terry
- Color Changes (Candid, 1960)

Avec Doug Watkins
- Soulnik (New Jazz, 1960)

Avec Randy Weston
- Uhuru Afrika (Roulette, 1960)

Avec Frank Wess
- Jazz Is Busting Out All Over (1957)

## Filmographie
- Brother Yusef - a chamber film with Yusef Lateef a film by Nicolas Humbert & Werner Penzel, 2005